# Siegfried Kordts
Siegfried Kordts (* 5. September 1916 in Neumünster; † 1. Dezember 2014 in Warnau (Holstein)) war ein deutscher Boxsportfunktionär.

## Leben
Kordts war Schüler der Holstenschule in Neumünster. Er trat 1931 dem MTSV Olympia Neumünster bei und war 83 Jahre Vereinsmitglied.
Kordts war von 1961 bis 1963 als Rechtswart Mitglied des Vorstands des Schleswig-Holsteinischen-Amateurboxverbands, von 1963 bis 1977 führte er den Verband als Vorsitzender, dessen Ehrenmitglied er ab 1977 war. Er leitete von 1973 bis 1978 gemeinsam mit Walter Meyer die Norddeutsche Boxliga, an der Vereine aus Schleswig-Holstein und Hamburg teilnahmen.
Ab 1973 gehörte er dem Vorstand des Deutschen Amateur-Boxverbandes (DABV) an. Den DABV-Vorsitz hatte er von 1979 bis 1987 inne. Er war nach dem Ende der DDR an der Zusammenführung der beiden deutschen Boxverbände beteiligt.
1967 zeichnete ihn der Landessportverband Schleswig-Holstein mit der Silbernen Ehrennadel aus, 1972 erhielt er vom Schleswig-Holsteinischen-Amateurboxverband die Gold-Auszeichnung, 1975 wurde Kordts mit der Goldenen Verdienstnadel des DABV geehrt und 1991 zum DABV-Ehrenpräsidenten ernannt. Kordts war für die Planung und Durchführung des Europameisterschaftsturniers im Amateurboxen in Köln 1979 sowie der Weltmeisterschaft 1982 in München verantwortlich.
Anfang September 1986 wurde Kordts mit dem Bundesverdienstkreuz 1. Klasse ausgezeichnet. Kordts brachte sich als Funktionär auch in den Fußballsport ein. Beruflich war er Richter am Sozialgericht.